# Pseuderesia paradoxa
Pseuderesia paradoxa is een vlinder uit de familie van de Lycaenidae. De wetenschappelijke naam van de soort is voor het eerst geldig gepubliceerd in 1922 door Schultze.